# 古畑任三郎
《古畑任三郎》是日本富士電視台的警探推理電視劇系列，片名來自劇中刑警主角的名字。中譯片名另有《紳士刑警》（衛視中文台、南昌电视台）與《神探古畑任三郎》（中視「富士連線」日劇時段）等。本劇素有「日本版神探可倫坡」之稱。

## 概要
《古畑任三郎》由三谷幸喜編劇，田村正和主演，1994年到2008年共拍攝了43集(本章+特別編)。本章共有3部，第1部原名「警部補古畑任三郎」，其後劇名簡化為「古畑任三郎」。
本劇模仿美國影集《神探可倫坡》，每集成獨立成篇，劇中採用固定的形態：先由古畑引言敘述案件的開場白，再以倒敘法披露犯人作案的情形，而後描寫古畑從與犯人的交談及證據中確定其嫌疑，逼得犯人不得不自白犯行。犯人原以為天衣無縫的殺人計劃，都逃不過他的法眼。他的兩句名言是：「世上沒有真正的完全犯罪」、「要想在我面前犯案，就像在魔術師面前變魔術一樣。 」

### 看點
同《神探可倫坡》一樣，客串演出犯人角色的全為日本名演員或名人。同時與《神探可倫坡》一樣使用較少見的倒敘推理形態，著重如howcatchem（如何抓住犯人），而不是常見的whodunit（誰是兇手）、howdunit（手法）或whydunit（動機）。因此在日本若出現倒敘推理的作品，往往會被叫成「神探可倫坡或古畑任三郎風格」。而本作又被稱為「日本版可倫坡」（日語：和製コロンボ）。
該劇與可倫坡截然不同的創新是：
- 在每集開頭都有古畑任三郎的一段獨白（開場白）；在一片黑色背景前古畑任三郎轉過頭來，介紹有關接下去案件的某樣東西，或類似於關於那樣東西的漫談。（並不涉及案件本身）
- 在每集進入破案前劇情時（進廣告之前），再次讓古畑任三郎獨白（給觀眾的挑戰書）；把燈光全部焦距在古畑任三郎身上，讓他給觀眾們解決謎團的最後提示，與觀眾公平競爭，並表示所有破案的線索均已提供完畢，詢問觀眾是否也已察覺凶手說辭中的漏洞？然後等他說完「我是古畑任三郎」再進入廣告。

以上設定與早期的劇場（The Alfred Hitchcock Hour）或是吉姆·赫頓主演的艾勒里·昆恩電視劇相似。

## 主要登場人物
古畑任三郎：田村正和、山田涼介（中學生時代）
日本東京警視廳刑事部捜査一課刑事、階級為警部補。總是身穿黑西裝，彎腰抬頭看著說話的對象，有著日本警察中罕見的及肩長髮、不打領帶形象。他的說話方式特別，經常停頓或不正常地拉長聲音，語氣彬彬有禮。雖然整個中年雅痞的形象，卻也有愛吃甜食、害怕看牙醫、偶爾愛惡作劇那般孩子氣的一面(主要是捉弄自己的部下今泉)。看到血就會頭暈，所以往往透過邏輯推理揣摩犯案動機的方法靠套話的方式揪出犯人，令對方俯首認罪。兒時單親，自己的母親是陪酒小姐，故理解女性在某些情境中的不對等辛苦，故真相揭曉後往往對女性犯人特別溫柔。
今泉慎太郎：西村雅彥飾
古畑任三郎的部下。階級為巡査。 是個好吃懶做、幼稚笨拙、不識時務的無能之徒，常常淪為古畑捉弄下的苦主。經常被兇手誤導或因貪玩誤事，每當他犯錯時，古畑都會用力拍他的額頭，但是時常無意之間的一個無心之舉，給了古畑推理出破案關鍵的靈感。曾一度捲入命案差點替兇手背黑鍋、也曾經不小心把古畑鎖在別墅密室裡面幾天。家裡唯一的親人是奶奶，十分健康長壽！甚至已經打破社區的人瑞紀錄。
西園寺守：石井正則
古畑的另一位部下，精明幹練、邏輯能力佳，和今泉形成強烈對比，因而受今泉嫉妒。隨故事進展，其觀察和推理能力逐漸能和古畑媲美。
向島音吉：小林隆 、田本清嵐（中學生時代）
一位時常出現在案發現場進行初步偵查的制服警員，總是在古畑來到現場時幫他看守腳踏車。雖然是古畑在中學三年級的同班同學和摯友(甚至成年以後還有互相聯絡)，古畑總是記不住他的姓氏。本姓東國原，之後入贅向島家；一度因為離婚改回本姓東國原，可是後來和妻子復合又改成向島。

## 製作人
- 劇本：三谷幸喜
- 音楽：本間勇輔
- CG：岩下綠、TEGICO
- 企畫：石原隆、齊藤秋水、鈴木專哉

## 播放資料

### 第1部
| 總集數 | 播放日        | 標題                   | 犯人（客串演員） | 收視率 |
| ------ | ------------- | ---------------------- | ---------------- | ------ |
| 第1集  | 1994年4月13日 | 死者的留言（漫畫家）   | 中森明菜         | 14.4 % |
| 第2集  | 1994年4月20日 | 移動的屍體（舞台升降） | 堺正章           | 13.8 % |
| 第3集  | 1994年4月27日 | 微笑的屍體             | 古手川祐子       | 12.9 % |
| 第4集  | 1994年5月4日  | 殺人傳真               | 笑福亭鶴瓶       | 12.4 % |
| 第5集  | 1994年5月11日 | 血污的王將             | 板東八十助       | 16.3 % |
| 第6集  | 1994年5月18日 | 未演奏的安魂曲         | 木之實奈奈       | 13.4 % |
| 第7集  | 1994年5月25日 | 殺人攝影（武士刀）     | 小林稔侍         | 13.0 % |
| 第8集  | 1994年6月1日  | 殺人特快車             | 鹿賀丈史         | 16.6 % |
| 第9集  | 1994年6月8日  | 殺人公開播映（超能者） | 石黑賢           | 14.8 % |
| 第10集 | 1994年6月15日 | 矛盾的屍體（議員外遇） | 小堺一機         | 15.2 % |
| 第11集 | 1994年6月22日 | DJ，快跑！             | 桃井薰           | 15.1 % |
| 第12集 | 1994年6月29日 | 最後愛殺（警探復仇）   | 菅原文太         | 12.3 % |

關東地區平均收視率 14.2%。

#### 特別篇
| 總集數 | 播放日        | 標題       | 犯人（客串演員）   | 收視率 |
| ------ | ------------- | ---------- | ------------------ | ------ |
| 第13集 | 1995年4月12日 | 微笑的袋鼠 | 陣內孝則、水野真紀 | 20.0%  |

### 第2部
| 總集數 | 播放日        | 標題                               | 犯人（客串演員）        | 收視率 |
| ------ | ------------- | ---------------------------------- | ----------------------- | ------ |
| 第14集 | 1996年1月10日 | 幸運之神眷顧的男人（被陷害的金泉） | 明石家秋刀魚            | 25.4%  |
| 第15集 | 1996年1月17日 | 沒有笑容的女人（十誡）             | 澤口靖子                | 20.8%  |
| 第16集 | 1996年1月24日 | 遊戲高手（家庭醫師）               | 草刈正雄                | 22.7%  |
| 第17集 | 1996年1月31日 | 紅線、藍線                         | 木村拓哉                | 26.1%  |
| 第18集 | 1996年2月7日  | 偽善的報酬                         | 加藤治子                | 26.6%  |
| 第19集 | 1996年2月14日 | 對決機智王                         | 唐澤壽明                | 26.0%  |
| 第20集 | 1996年2月21日 | 動機的鑑定（古董）                 | 澤村藤十郎              | 24.3%  |
| 第21集 | 1996年2月28日 | 魔術師的選擇                       | 山城新伍、松隆子（註1） | 27.8%  |
| 第22集 | 1996年3月6日  | 冒名頂替的男人                     | 風間杜夫                | 26.5%  |
| 第23集 | 1996年3月13日 | 紐約出差之旅                       | 鈴木保奈美（註2）       | 26.9%  |

- 關東地區平均收視率 25.3%。
- （註1）松隆子飾演之角色非殺人犯。
- （註2）本集犯人已在美國庭審後無罪開釋，因一事不再理原則而無法逮捕，此亦为本剧独一无二。

#### 特別篇
| 總集數 | 播放日        | 標題               | 犯人（客串演員）    | 收視率 |
| ------ | ------------- | ------------------ | ------------------- | ------ |
| 第24集 | 1996年3月27日 | 暫時的分離         | 山口智子            | 34.4%  |
| 第25集 | 1996年4月9日  | 消失的古畑任三郎   | 第1集到24集所有犯人 | 22.6%  |
| 第26集 | 1999年1月3日  | 古畑任三郎 vs SMAP | SMAP團員（注）      | 32.3%  |
| 第27集 | 1999年4月6日  | 黑岩博士的恐怖     | 緒形拳              | 25.6%  |

- （注）全员以本名出演，木村拓哉更成为全剧唯一两次出演犯人的演员。

### 第3部
| 總集數 | 播放日        | 標題               | 犯人（客串演員） | 收視率 |
| ------ | ------------- | ------------------ | ---------------- | ------ |
| 第28集 | 1999年4月13日 | 年輕落語家的犯罪   | 市川染五郎       | 25.5%  |
| 第29集 | 1999年4月20日 | 這個男人，那麼忙啊 | 真田廣之         | 24.5%  |
| 第30集 | 1999年4月27日 | 灰色村莊           | 松村達雄、岡八朗 | 22.1%  |
| 第31集 | 1999年5月4日  | 古畑去看牙醫       | 大地真央         | 26.0%  |
| 第32集 | 1999年5月11日 | 重逢               | 津川雅彥 （註1） | 27.8%  |
| 第33集 | 1999年5月18日 | 絕對音感殺人事件   | 市村正親         | 24.6%  |
| 第34集 | 1999年5月25日 | 悲哀的完全犯罪     | 田中美佐子       | 23.7%  |
| 第35集 | 1999年6月1日  | 完全犯罪殺人       | 福山雅治         | 26.2%  |
| 第36集 | 1999年6月8日  | 拼命緝兇           | 玉置浩二（註2）  | 23.8%  |
| 第37集 | 1999年6月15日 | 最大的危險遊戲(上) | 江口洋介         | 23.2%  |
| 第38集 | 1999年6月22日 | 最大的危險遊戲(下) | 江口洋介         | 28.3%  |

- 關東地區平均收視率 25.1%。
- （註1）本集沒有兇手。
- （註2）死者為意外死亡，故本集沒有犯人。

#### 特別編
| 總集數 | 播放日       | 標題         | 犯人（客串演員）      | 收視率 |
| ------ | ------------ | ------------ | --------------------- | ------ |
| 第39集 | 2004年1月3日 | 大使殺人事件 | 松本白鸚 (第二代)(注) | 20.0%  |

- （注）演出时使用的艺名为松本幸四郎（九代目），其女松隆子于第21集出演。

### 完結篇
| 總集數 | 播放日       | 標題       | 犯人（客串演員）       | 收視率 |
| ------ | ------------ | ---------- | ---------------------- | ------ |
| 第40集 | 2006年1月3日 | 復甦之死   | 石坂浩二、藤原龍也     | 21.5%  |
| 第41集 | 2006年1月4日 | 公平的兇手 | 鈴木一朗(注)           | 27.0%  |
| 第42集 | 2006年1月5日 | 最後之舞   | 松嶋菜菜子（分飾兩角） | 29.6%  |

- （注）以本名出演。

### 中學特別篇
| 總集數 | 播放日        | 標題                                   | 演出               | 收視率 |
| ------ | ------------- | -------------------------------------- | ------------------ | ------ |
| 第43集 | 2008年6月14日 | 中學生古畑～古畑任三郎，生涯最初的事件 | 山田涼介、原田泰造 | 13.3%  |

田村正和本人於開場的獨白部分客串演出。

### 巡査・今泉慎太郎番外篇
由西村雅彥主演的巡査・今泉慎太郎是一個在古畑任三郎播放後附屬的一個惡搞的節目。 只在第二季和《西班牙大使殺人事件》后播出。沒有參與《西班牙大使殺人事件》演出的今泉慎太郎、西園寺守、向島音吉演出第12集。
| 各集   | 播放日        | 標題               | 導演     |
| ------ | ------------- | ------------------ | -------- |
| 第1集  | 1996年1月10日 | 慎太郎回來了       | 河野圭太 |
| 第2集  | 1996年1月17日 | 慎太郎抓狂了       | 松田秀知 |
| 第3集  | 1996年1月24日 | 慎太郎的名推理     | 河野圭太 |
| 第4集  | 1996年1月31日 | 對手登場           | 松田秀知 |
| 第5集  | 1996年2月7日  | 慎太郎的一瞬間危機 | 河野圭太 |
| 第6集  | 1996年2月14日 | 受不了的慎太郎     | 松田秀知 |
| 第7集  | 1996年2月21日 | 不能輸的慎太郎     | 河野圭太 |
| 第8集  | 1996年2月28日 | 軟趴趴的慎太郎     | 松田秀知 |
| 第9集  | 1996年3月6日  | 箱子裡的慎太郎     | 河野圭太 |
| 第10集 | 1996年3月13日 | 反擊的慎太郎       | 平野眞   |
| 第11集 | 1996年3月27日 | 再會吧慎太郎       | 平野眞   |
| 第12集 | 2004年1月3日  | 大空的奇怪事件     | 河野圭太 |

### 古畑拓三郎
由木村拓哉主演的模仿古畑任三郎的短剧，“拓三郎”的部下“草泉慎太郎”则由草彅剛饰演。每集约15分钟，在SMAP的綜藝節目《SMAP X SMAP》的短劇單元中播出，集数为12集，播出时间分别为：1996年4月15日、4月22日、4月29日、5月13日、5月28日、6月3日、6月24日、7月8日、8月12日、9月9日、9月30日及12月28日。

## 節目的變遷
| 日本富士電視台 | 日本富士電視台            | 日本富士電視台 |
| -------------- | ------------------------- | -------------- |
|                | 古畑任三郎 （1994－2008） |                |
| —              | —                         |                |